# Устад Сабри Хан
Устад Сабри Хан (хинди साबरी खान; 21 мая 1927, Морадабад — 1 декабря 2015, Нью-Дели) — индийский музыкант. Всемирно признанный мастер игры на саранги. Известный представитель классической индийской и индусской музыки.
Потомственный музыкант. Его искусство восходит к традициям Тансен Мияна (1506—1589), музыканта-ситариста великого могольского императора Акбара I.
Много гастролировал по всему миру, выступал в Афганистане, Пакистане, Китае, Японии, СССР, России, США, Канаде, Англии, Франции, Германии, Нидерландах, Болгарии, Бельгии, Италии, Испании, Чехии, Словакии, Швеции, Норвегии, Финляндии, Мексике и др.
Сотрудничал с западными музыкантами самых разных жанров и направлений современной музыки, от джаза и фьюжна до кантри. Играл дуэтом с известным Иегуди Менухиным и был приглашён в качестве приглашенного профессора в Вашингтонский университет, Сиэтл, США.
В знак признания его вклада в развитие классической музыки Индии Устад Сабри Хан получил множество наград и премий, в том числе, премию Sahitya Kala Parishad (Академии исполнительских и изобразительных искусств, Дели), премию Академии Сангит Натак, премию за пожизненные достижения — LEGENDS OF INDIA — DMA — Delhi (2003), орден Падма Шри (1992) и орден Падма бхушан (2006).

## Примечания

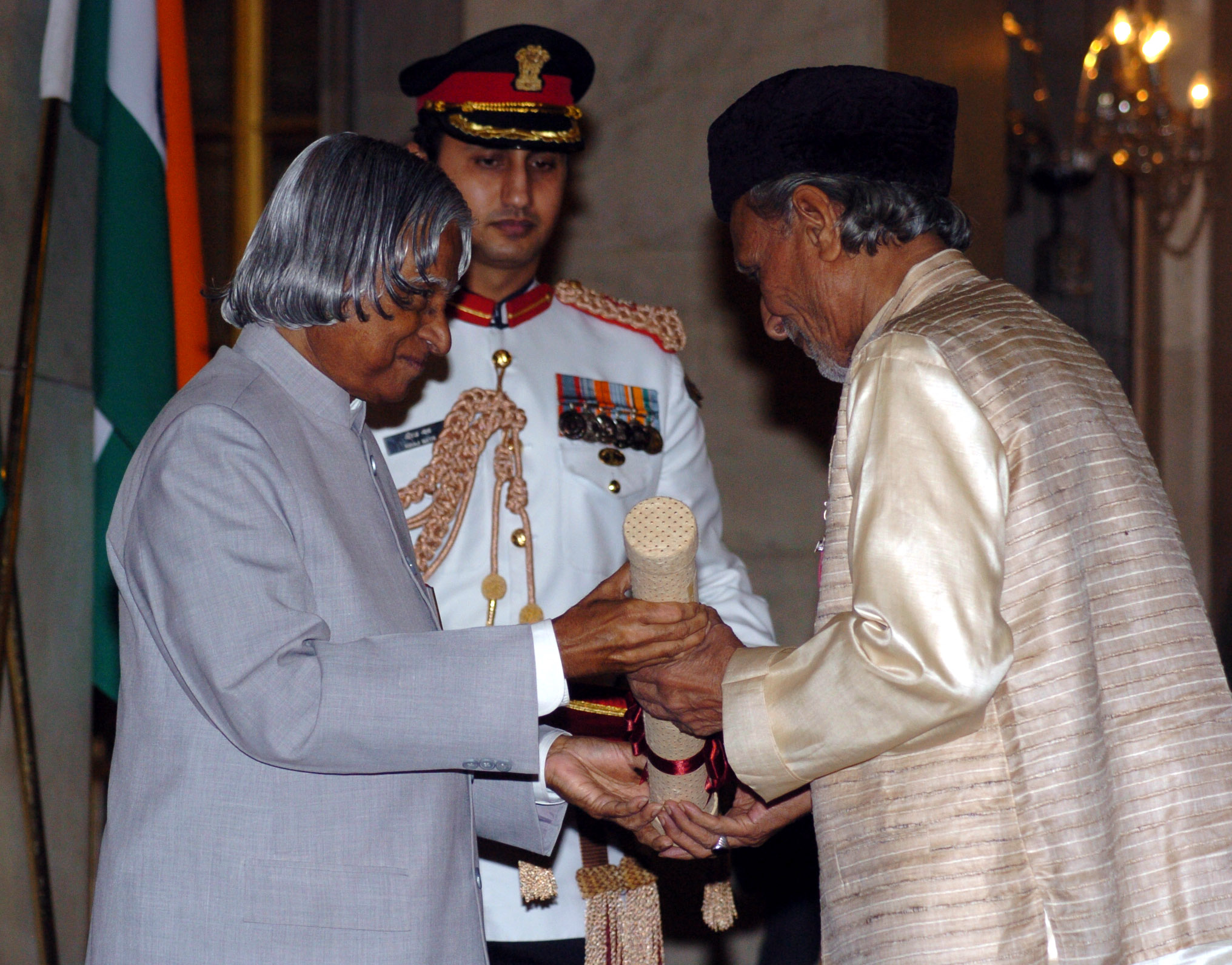
Вручение Сабри Хану ордена Падма бхушан. 2006